# Экваториальная конфедерация
Экваториальная конфедерация (порт. Confederação do Equador) — непризнанное государство, существовавшее в течение очень недолгого времени (2 июля — 9 ноября 1824 года), провозглашённое в Северо-восточном регионе Бразилии в период борьбы за независимость Бразилии от Португалии. Создание государства явилось результатом сепаратистского движения под руководством богатых землевладельцев, которые выступали против первых реформ императора Бразильской империи Педру I. Первыми штатами, основавшие конфедерацию, были Пернамбуку и Сеара, к которым позднее присоединились ещё три провинции Северо-восточного региона. Конфедерация была разгромлена бразильскими войсками под командованием контр-адмирала Томаса Кокрейна и прекратила существование через несколько месяцев после провозглашения.

## Предпосылки
Восстание на Северо-Востоке последовало за меньшим по масштабам восстанием в Пернамбуку, произошедшим пятью годами ранее. Корни конфликта с центральным правительством можно проследить от ликвидации Учредительного собрания доном Педру, который считал, что это учреждение подвергает опасности его право управлять страной по своему усмотрению. Вскоре члены собрания, советник императора Жозе Бонифацио ди Андраде и Силва и братья императора написали проект конституции, которая ограничивала власть монарха, делая его главой законодательной и судебной власти, подобно президенту США. Они хотели, чтобы император подписал проект без обсуждения, но дон Педру отказался это сделать. Солдаты окружили собрание и разогнали его по приказу монарха. После этого дон Педру I утвердил новую конституцию, построенную по примеру португальской конституции 1822 года и французской 1814 года. Она устанавливала непрямые выборы и создавала три традиционных ветви власти плюс четвертую, так называемую «сдерживающую власть» (Poder Moderador) императора. Император получал полномочия назначать судей и объявлять чрезвычайное положение, распускать парламент и кабинет министров. Он также имел полномочия заключения международных договоров и их ратификации. Конституция Педру была либеральнее по правам человека, правам собственности и религиозной терпимости, чем конституция Собрания, но приводила к большей концентрации власти в руках императора.
Перед получением независимости северная Бразилия входила в состав вице-королевства Гран-Пара-Мараньян, отделённого от вице-королевства Бразилия на юге. Дон Педру объединил оба вице-королевства в рамках одной империи. Однако Север был исторически сильнее настроен против отделения от Португалии и боролся за сохранение подчинения Португалии, хотя и потерпел поражение в борьбе против дона Педру. Конфедерация, таким образом, стала второй попыткой обретения независимости от императорского правительства в Рио-де-Жанейро.
Как разгром роялистского движения после отделения Бразилии от Португалии, так и подавление Конфедерации были осуществлены вооружёнными силами Бразильской империи под командованием контр-адмирала Томаса Кокрейна при поддержке англофилов и масонов.

## Восстание
Считается, что действия дона Педру, упомянутые выше, спровоцировали революционное движение. Его участники, которые называли себя «патриотами Пернамбуку», отказались выполнять приказы императора и считали себя защитниками народной воли. Движение быстро набирало силу, отвергая полномочия центрального правительства, и переросло в народные выступления на улицах Ресифи, в которых принимали участие и некоторые иностранцы.
Восстание, известное как «антилузитанское», избрало своим лидером Мануэла ди Карвалью, который активно участвовал в Пернамбуканской революции 1817 года и который после его поражения отправился в изгнание в США. 2 июля 1824 года Карвалью провозгласил Конфедерацию, имея амбиции объединить все провинции региона Гран-Пара-Мараньян.

## Последствия
Когда Педру I отправил войска на Северо-восток, три провинции отпали от конфедерации уже в сентябре этого года. Провинция Сеара удержалась до ноября, а последняя твердыня Конфедерации в сертанах была захвачена в декабре.
Некоторые из лидеров восстания были приговорены военным трибуналом к смертной казни. Одной известной казнью была казнь брата Канеко, идейного и религиозного наставника Конфедерации, в которого некоторые солдаты отказались стрелять. Однако вскоре после этого приговор был приведён в исполнение в 1825 году.

## Флаг

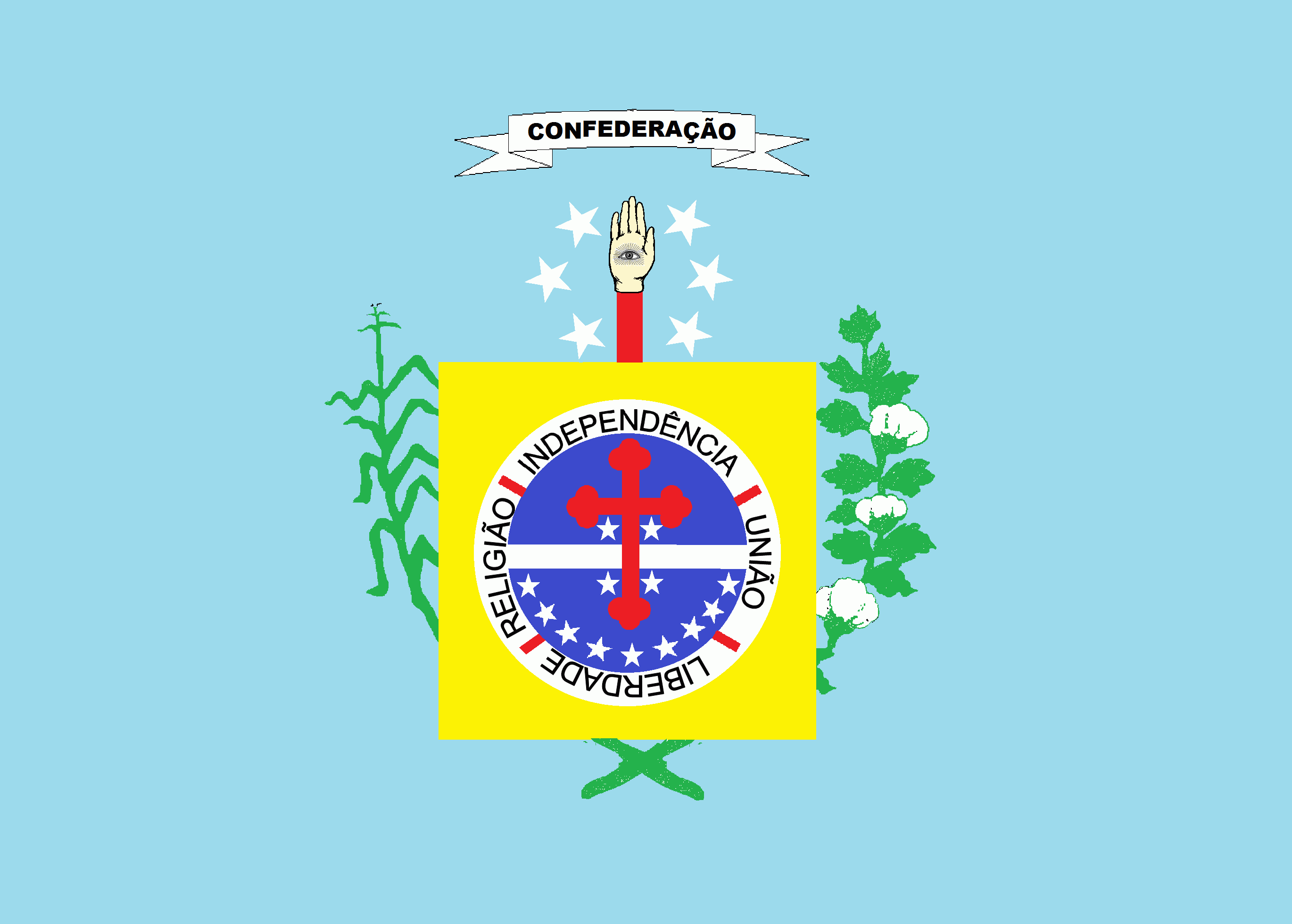
Флаг Экваториальной конфедерации

Считается, что флаг государства представлял собой голубое поле с гербом сепаратистской республики. Этот герб состоял из квадратного жёлтого «щита», окруженного ветвями сахарного тростника и хлопчатника. На голубом фоне находился белый круг со словами «Religião, Independência, União, Liberdade» (порт. религия, независимость, единство, свобода), отделённый квадратными связками плетей, фасциями, жезлами ликторов Римской империи. В центре белого круга находился голубой круг меньшего размера, разделённый горизонтальной белой полосой с красным крестом. Четыре белых звезды закрывали фланги нижнюю ручку креста, две из них были расположены выше белой полосы и две ниже. Ещё девять белых звезд было расположено в полукруге внизу голубого круга. Над верхушкой жёлтого поля находилась красная рука с всевидящим оком на фоне пальмы, окружённая ещё четырьмя звездами. В верхней части флага находилась лента со словом Confederação (конфедерация).